# Mausoleo di Bibi Jawindi
Il mausoleo di Bibi Jawindi (in urdu مقبرہ بی بی جیوندی) è uno dei cinque monumenti di Uch Sharif, nel Punjab, in Pakistan inclusi nella lista provvisoria dei siti patrimonio dell'umanità dell'UNESCO. Risalente al XV secolo, il santuario fu costruito in memoria del primo Sufi della storia Bibi Jawindi dell'ordine Sdi uhrawardiyyah, una scuola sunnita strettamente egemonista di pensiero teosofico che pone particolare enfasi sulla scuola di giurisprudenza classica dello shafeismo nel contesto della sua interpretazione della Shari'a Jaw Indo era pronipote di Jahaniyan Jahangasht, un famoso santo sufi a sé stante.

## Posizione
Il sito si trova nella periferia sud-ovest di Uch, città storica fondata da Alessandro Magno, nello stato di Bahawalpr e nella provincia del Punjab in Pakistan. Uch, localmente nota come Uch Sharif, è conosciuta come la casa della "cultura del santuario" per il suo significato culturale e la presenza di numerosi monumenti e santuari.

## Architettura
Considerato uno dei monumenti più ornati di Uch, il mausoleo di Bibi Jawindi è caratterizzato dall'esterno a forma ottagonale e a tre livelli, con quello superiore che sostiene una cupola, mentre l'interno è circolare a causa delle spesse pareti angolate che si innalzano su due piani. Sia l'interno che l'esterno dell'edificio sono riccamente decorati con scritture islamiche, legno intagliato e mosaici di maioliche bianche e blu brillante. Il livello di base è supportato da otto torri affusolate in ogni angolo. Il complesso che include il santuario è conservato nelle sue condizioni originali simili a quelle del deserto ed è per lo più coperto da tombe cementate. L'area circostante è coperta da vegetazione verde a causa di una rete di affluenti fluviali e canali che attraversano l'area.

## Patrimonio dell'umanità
Il sito è stato presentato dal Dipartimento di Archeologia e Musei del Pakistan nel gennaio 2004 per essere inserito nei siti del patrimonio mondiale insieme ad altri quattro monumenti della regione: il santuario di Baha'al-Halim, il mausoleo di Ustead (l'architetto), il santuario di Jalaluddin Bukhari e la moschea di Jalaluddin Bukhari. Il sito è stato presentato secondo i criteri ii, iv e vi nella categoria culturale. Ad aprile 2019, è ancora nell'elenco provvisorio.

## Conservazione

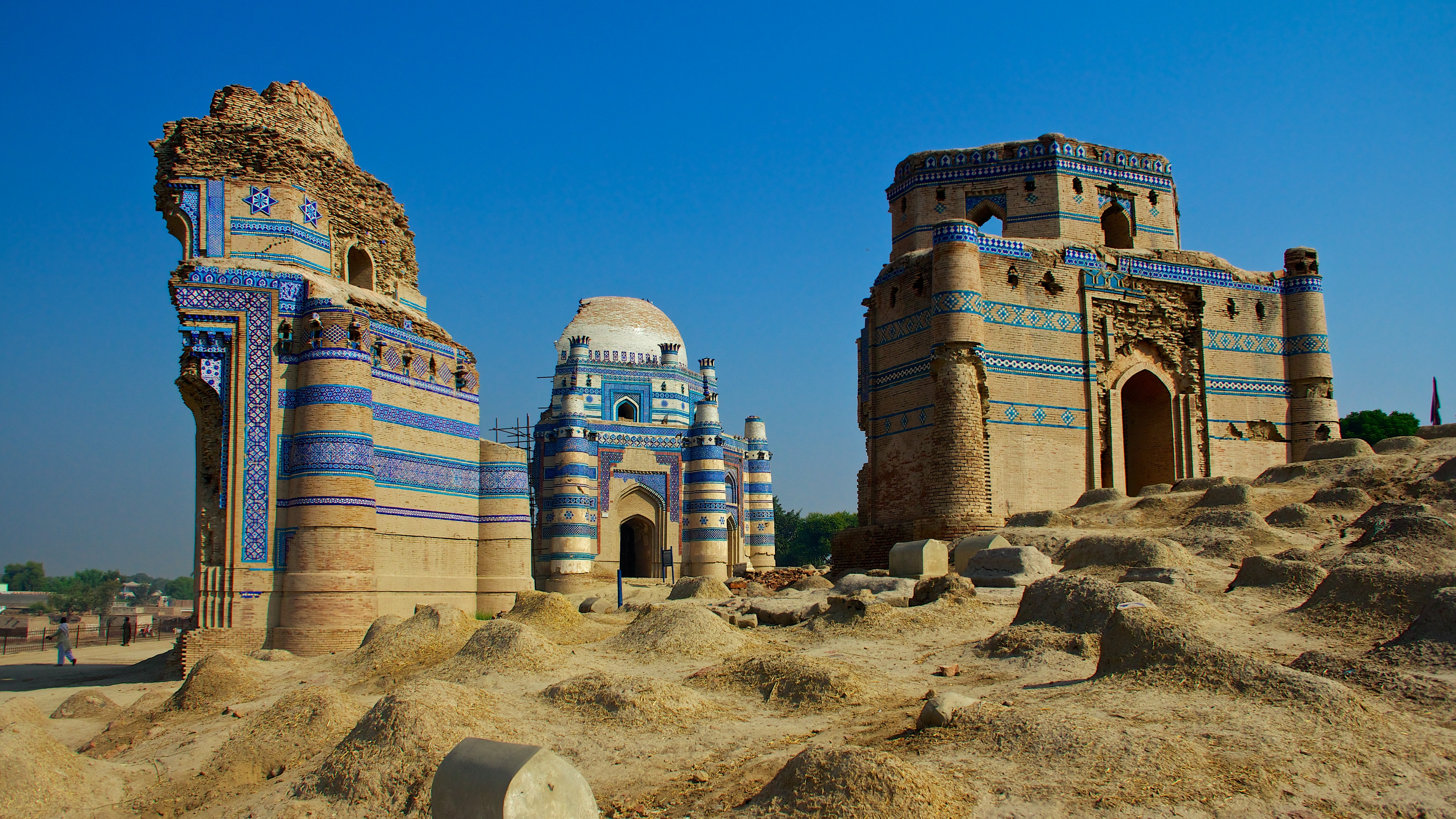
I danni al mausoleo

Nel corso dei secoli, il mausoleo si è gravemente danneggiato a causa delle condizioni ambientali e durante inondazioni torrenziali nel 1817 metà della struttura è stata spazzata via. Oggi rimane solo metà della struttura. Nel 1999, il Centro di conservazione e restauro del Pakistan ha invitato gli organismi internazionali e i funzionari della città a lavorare alla conservazione del sito. Tuttavia, a causa dell'umidità, delle infiltrazioni di sale e dell'erosione, i complessi monumentali si stanno ancora sgretolando. Metodi di riparazione inappropriati hanno ulteriormente danneggiato il complesso. Il World Monuments Fund ha posto la struttura nella lista dei beni osservati nel 1998, 2000 e 2002 per attirare l'attenzione internazionale e ha ottenuto sovvenzioni per conservare le tombe.

## Galleria d'immagini

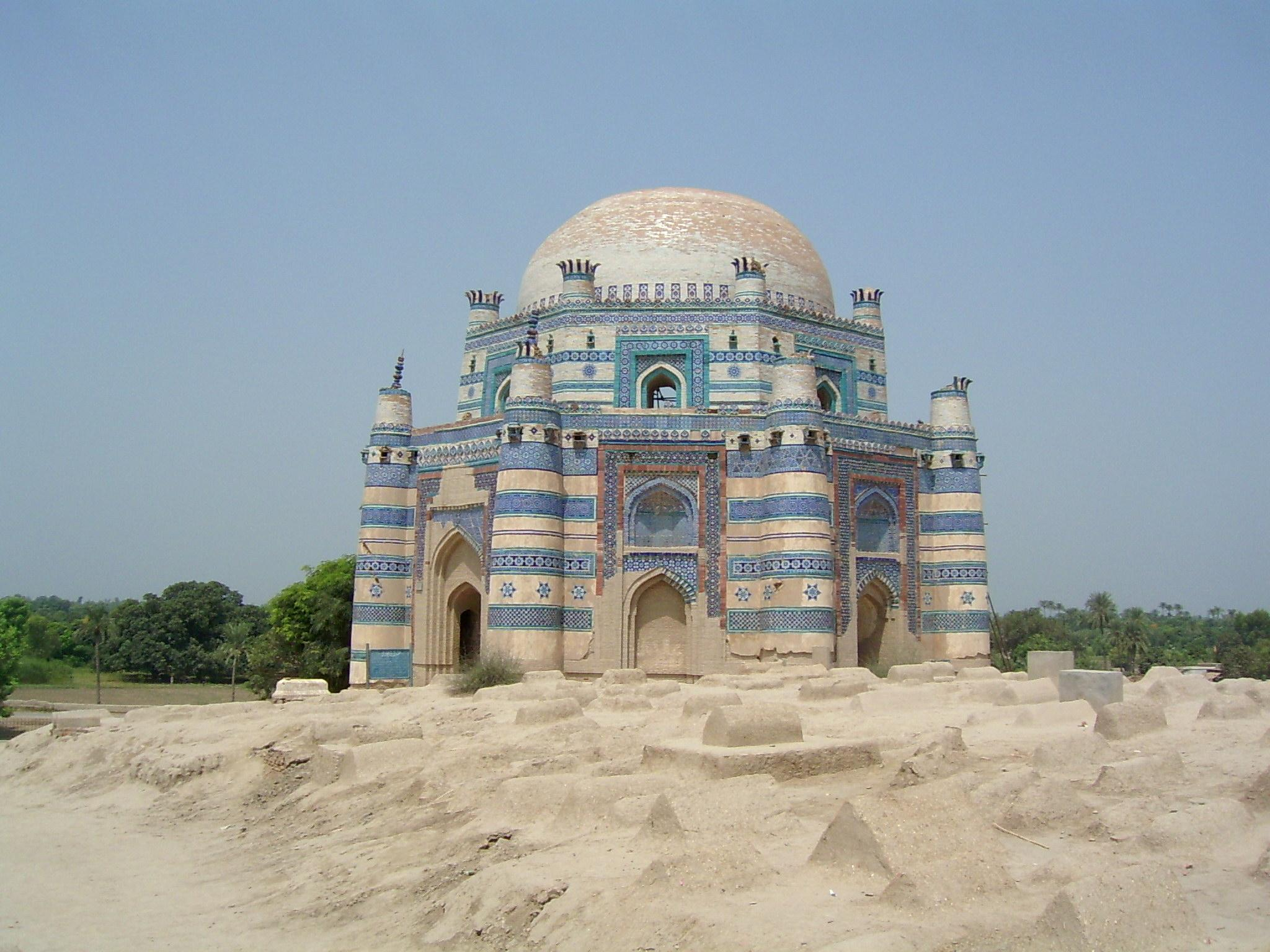
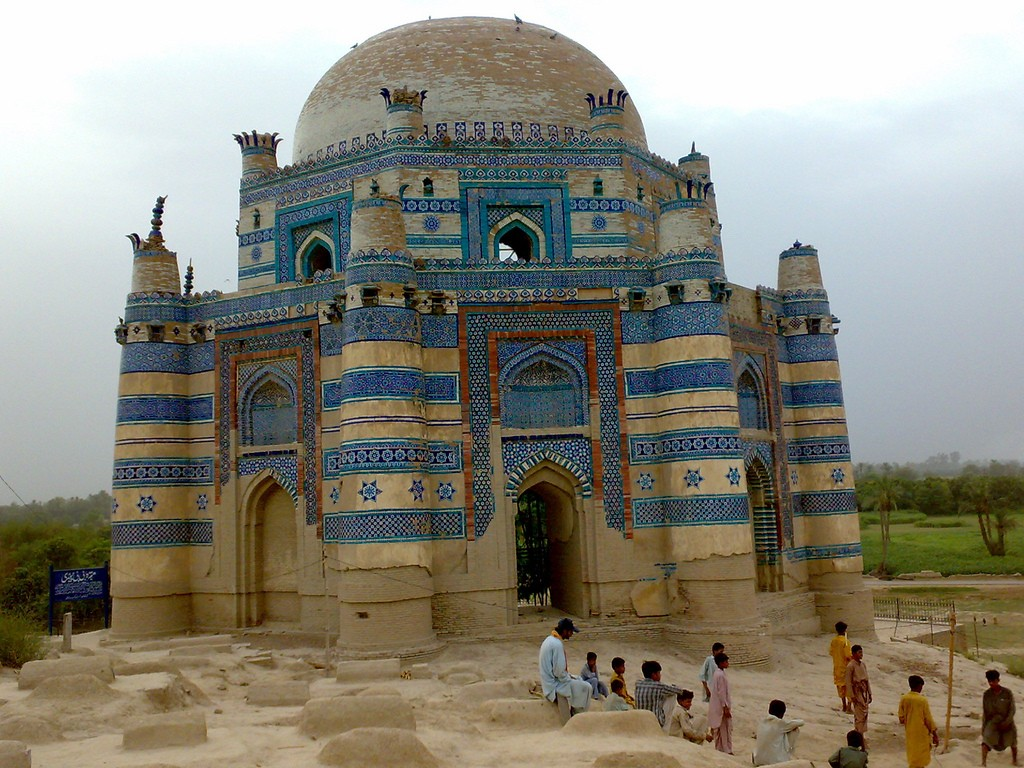
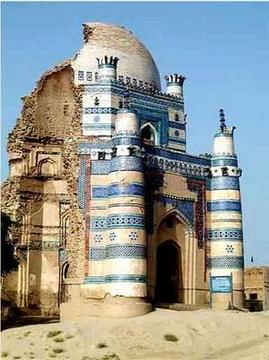
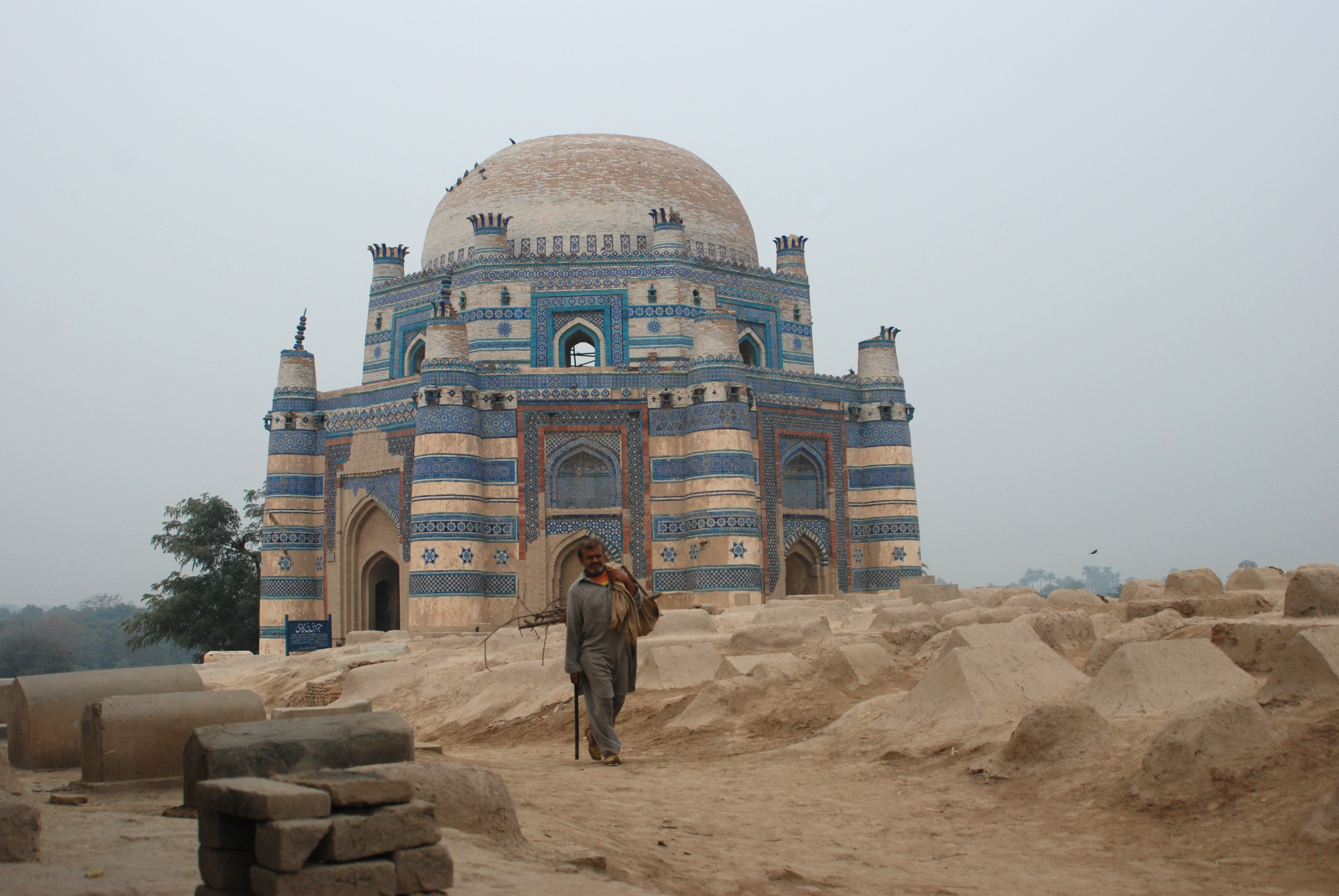
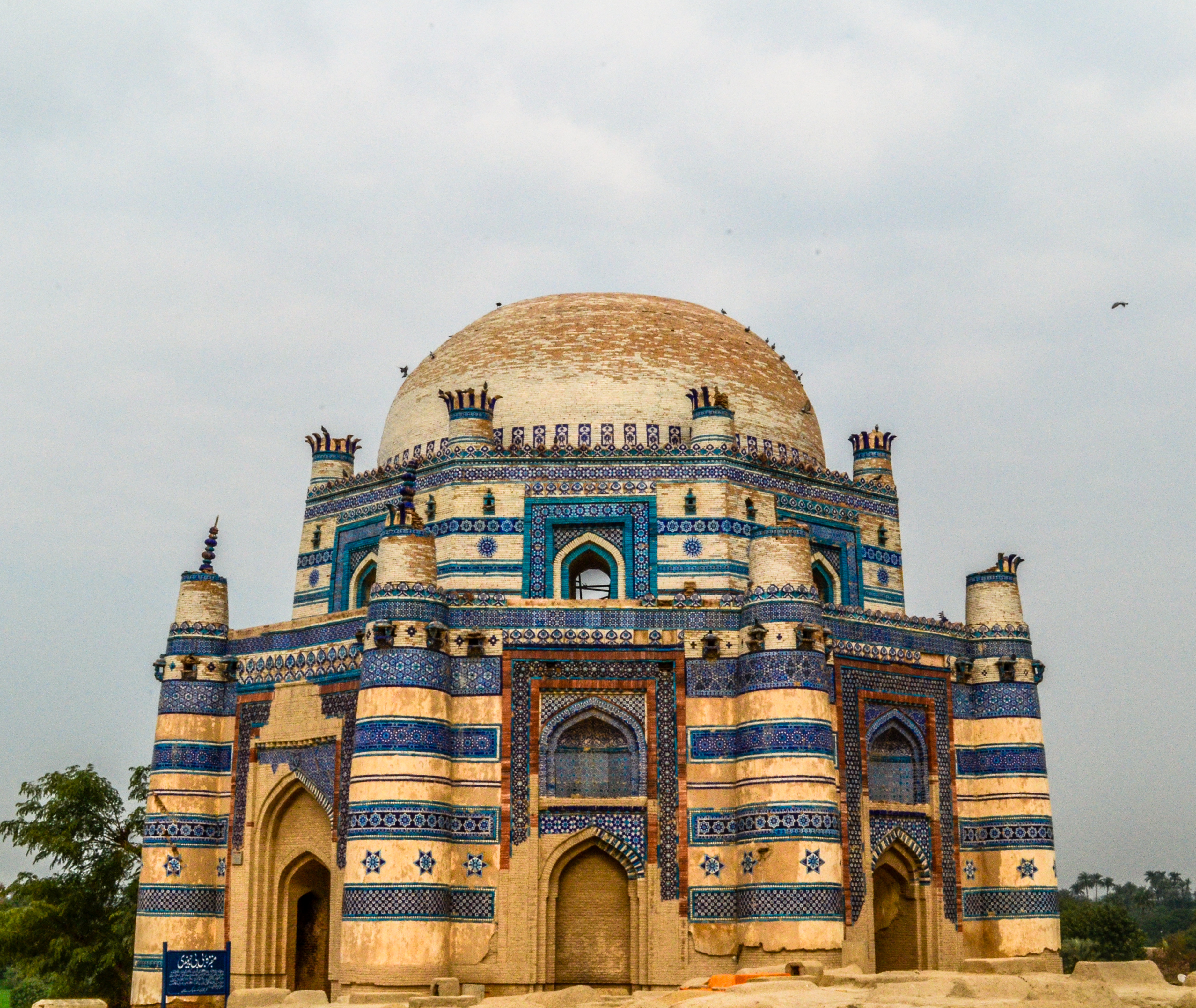